# ÖPNV-Sonderformen

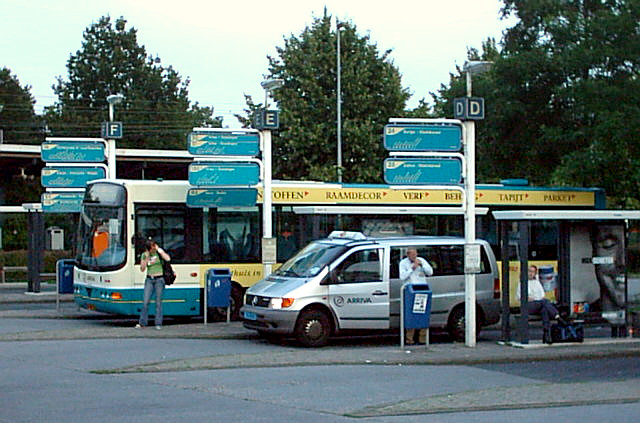
Bus und „Bustaxi“ in Assen, Niederlande

ÖPNV-Sonderformen bezeichnet bedarfsorientierte Varianten des öffentlichen Personennahverkehrs im Stadt-, Orts- oder auch Regionalverkehr. Die Spanne der flexiblen Bedienformen reicht dabei von Linienbussen, die nach Anforderung zu normalen Fahrpreisen ihre übliche Haltestellen wie im Linienverkehr anfahren, bis zu Taxis, die zu festgelegten Abfahrtszeiten individuell teils von Haustür zu Haustür fahren.
Die Bezeichnungen für diese Angebote sind wie die Angebote selbst sehr unterschiedlich: Anrufbus, Bedarfsbus, Bus-auf-Knopfdruck (Postbus), Anruflinienfahrt, Anruf-Sammel-Taxi oder auch Radiobus (Mailand, Tschechien), Publicar (Schweiz) oder z. B. Belbus (Niederlande, niederl. bellen „anrufen“).
Parallel zu vielen Anruf-Buslinien verkehren meist im Schüler-, teils auch im Berufsverkehr weiterhin normale Busse, da das Fahrgastaufkommen zu diesen Zeiten stark erhöht ist und für eine regelmäßige Fahrplanung im Taktfahrplan ausreicht.   

## Bedarfsorientierte Bedienung
Bereits der Einsatz von kleineren Fahrzeugen oder eine Haltestellenbedienung nur bei Bedarf stellt eine bedarfsorientierte Bedienung dar. Zu unterscheiden ist zwischen
- bedarfsorientiertem Fahrzeugeinsatz (im Busbetrieb z. B. Gelenk-, Midi-, Kleinbusse oder Taxis, auch Busanhänger)
- bedarfsorientierter Linienführung (Teil- oder Abzweigstrecke nur auf Anforderung, direkte Bedienung oder z. B. Ringlinie, Schleifenfahrt)
- bedarfsorientiertem Fahrtangebot (Taktangebot oder nachfrageorientierter Fahrplan, generelle oder nur partielle Anrufbedienung)
- bedarfsorientierter Haltestellenbedienung (Bedarfshaltestelle, zusätzliche Bedienung auf Anforderung, Halt zwischen Haltestellen, Bedienung bis vor die Haustür oder von Haus-zu-Haus)

Die Produkte unterscheiden sich weiter durch die Tarifgestaltung. Angebote der Grundversorgung, z. B. zur Erschließung des ländlichen Raumes, erfolgen meist ohne bzw. mit geringen Zuschlägen zum normalen Tarif. Zusätzliche Leistungen, die über eine Grundversorgung hinausgehen bzw. diese ergänzen, werden mit höheren Komfortzuschlägen oder teilweise auch speziellen Sondertarifen angeboten (oft sind dies Anruf-Sammel-Taxis). Zu den ÖPNV-Sonderformen gehören auch Linienbedienungen mit ausschließlich ehrenamtlichem Personal (Bürgerbus) oder durch Taxiunternehmen im Auftrag des Verkehrsunternehmens. Bürgerbusse mit Linienlizenz gehören rechtlich zum ÖPNV und können aufgrund der geringen Fahrzeuggröße (Fahrer + max. 8 Fahrgäste) als Ergänzung zu den klassischen ÖPNV-Angeboten insbesondere die „letzte Meile“ erschließen.
Die Fahrgastinformation für bedarfsorientierte Angebote muss Angaben zu Anforderung („Anruf spätestens zu einer bestimmten Zeit vor Nutzung“), Haltestellenbedienung (Linienweg) und Fahrzeugeinsatz beinhalten. Bezeichnungen wie „Taxibus“ oder „Linientaxi“ reichen dafür nicht, da diese lediglich die Größe der eingesetzten Fahrzeuge bezeichnen (Kleinbus, PKW), nicht aber die beiden Eigenschaften eines „Anrufbusses“ (Bus + Anruf) – ein Taxi kann direkt angehalten werden, der „Taxibus“ dagegen verkehrt ausschließlich nach Vorbestellung.

## Anruf-Buslinien und -Sammeltaxis

### Unterscheidungsmerkmale
Die Spannbreite reicht vom bedarfsorientierten Taktfahrplan bis zur Einzelbedienung auf Bestellung. Es können auch einzelne Linienäste (z. B. abgelegene Ortschaften) nur auf Anforderung bedient werden. Möglich ist eine Kombination aus regulärem und Anrufbetrieb, wenn bei zentralen Haltestellen (Bahnhof, Umsteigepunkt) auf eine Anmeldung verzichtet wird.
Die grundlegenden Unterscheidungsmerkmale zum Linienbus bestehen darin, dass der Fahrgast seinen Fahrtwunsch über eine Rufsäule an der Haltestelle oder über eine spezielle Telefonnummer bei einer Leitstelle anmelden muss. Möglich ist auch die Anmeldung über einen Stadtbahn-, Straßenbahn- oder Busfahrer. Die Bestellung muss eine gewisse Zeit vor dem fahrplanmäßigen Abfahrtstermin vorliegen, meistens 30 bis 120 Minuten vorher. Damit kann das Fahrzeug bedarfsorientiert disponiert werden. Um die benötigte Bestellzeit zu verkürzen, kann ein gut frequentierter Taxistandplatz an einer Umsteigehaltestelle genutzt werden.
Die grundlegenden Unterscheidungsmerkmale zum normalen Taxi bestehen darin, dass die Fahrten zu festgelegten Fahrtzeiten auf einem festgelegten Linienweg und mit festen Nahverkehrstarifen (oftmals mit Zuschlägen, manchmal auch mit Sondertarifen) durchgeführt werden. Möglichst viele Fahrgäste sollen gemeinsam befördert werden. Personen, die zur ungefähr gleichen Zeit eine ähnliche Strecke fahren wollen, werden also gleichzeitig befördert.
Üblicherweise haben die Anbieter des kommunalen ÖPNV für den Taxi-Einsatz Verträge mit einem oder mehreren örtlichen Taxiunternehmen geschlossen. Jeder Fahrgast hat einen tarifmäßig festgelegten Fahrpreis zu bezahlen. Er wird also nicht wie sonst üblich nach Fahrzeug und Taxameter berechnet. Diese Fahrten sind üblicherweise im Fahrplan besonders gekennzeichnet.

### Organisation
Die Vorbestellung einer Verkehrsleistung durch die Fahrgäste erfordert eine spezielle Organisation, um Telefonanrufe anzunehmen und weiterzuleiten sowie Dauerbestellungen (z. B. für Berufspendler) zu bearbeiten. Dazu ist entweder eine örtlich erreichbare Zentrale (meistens eines Taxiunternehmens) oder ein zentrales Callcenter erforderlich. Im letzteren Fall erfolgt der Anruf oft über eine Sonderrufnummer (in Deutschland 0180… mit besonderen Tarifen für Anrufe aus den Mobilfunknetzen). Den Fahrgästen entstehen dabei neben dem Fahrpreis zusätzliche Kosten, die nicht durch z. B. einen Fahrpreisrabatt ausgeglichen werden. Den Verkehrsunternehmen entstehen Zusatzkosten durch Personal und gegebenenfalls Räumlichkeiten für Informations-, Bearbeitungs- und Telefonzentralen. Eine weitere Möglichkeit sind automatisierte Konzepte beispielsweise mittels Rufsäulen, die per Computer direkt mit Busfahrern in Kontakt stehen oder – in Zukunft denkbar – durch eine vollautomatische SMS- und Internet-Bestellung.
Bei vielen Anruf-Buslinien verkehren meist im Schüler-, teils auch im Berufsverkehr weiterhin normale Busse, da das Fahrgastaufkommen zu diesen Zeiten stark erhöht ist und einen rentablen Einsatz rechtfertigt.

### Anruflinienbus, Rufbus, Taxibus
Diese Form einer Bedarfsbedienung wird für Angebote einer Grundversorgung bzw. Erschließung angewendet. Zusätzliche Kosten für die Fahrgäste werden dabei niedrig gehalten oder weitgehend vermieden. Ziel ist die Bereitstellung eines Mindestangebotes in Bereichen mit geringem Fahrgastaufkommen. Aus zeitlicher Sicht bestehen hierbei starke Unterschiede, u.  a. in der Einbeziehung von Wochenenden und Feiertagen, dem Abend- (Spät-), Nacht- und Frühverkehr.
Bezeichnungen:
- Anruflinienfahrt (ALF), Anruf-Linien-Dienst (ALD)
- Anruflinienbus, Anruflinientaxi (ALT, ALiTa)
- Anrufbus, Rufbus, „Ruf-mich-Bus“
- Linienbedarfstaxi (LBT)
- „Taxibus“, „Linientaxi“, „Bedarfsbus“
- Anruftaxi, Ruftaxi
- ISTmobil (in den österreichischen Bundesländern Steiermark, Kärnten, Niederösterreich)

Beispiele für einen ersten Probebetrieb gab es in den Jahren 1977/1978 in Friedrichshafen und in Wunstorf mit speziellen Kleinbussen.
Die Fahrzeuge fahren in den meisten Systemen auf festgelegten Routen – oft auf derselben Strecke, die bei Zeiten stärkeren Fahrgastaufkommens vom normalen Linienverkehr benutzt wird. Allerdings fahren sie nur auf Bestellung und bedienen meist auch nur die Haltestellen, für die ein Bedienungswunsch vorliegt. In der Regel gilt der normale Tarif, in einigen Fällen muss ein geringer Zuschlag entrichtet werden. In Friedrichshafen und Wunstorf 1977/1978 wurde ein festgelegtes Haltestellennetz bedient, die Fahrtrouten wurden jedoch nach den Fahrtwünschen gebildet und permanent angepasst. Die Fahrtwünsche wurden telefonisch oder über Rufautomaten an den Haltestellen angemeldet. Es gab eine Garantie, dass ein Bus nach maximal 15 min. an der Starthaltestelle bereitsteht und die Zielhaltestelle ohne Umsteigen im Laufe der weiteren Route angefahren wird. Die Routenbildung erfolgte in der Zentrale durch ortskundige Mitarbeiter. Das System funktionierte für die Fahrgäste sehr gut, wurde aber wegen Unwirtschaftlichkeit nach dem Probebetrieb wieder eingestellt.
Da einerseits Routen befahren werden, die in den Außenbezirken meist von denen der Linienbusse abweichen und andererseits eine hohe Fahrtenfrequenz erreicht werden soll, kommen meistens Mini- oder Kleinbusse zum Einsatz.
Ohne die Beschränkung auf öffentliche Akteure handelt es sich um eine Form des Ridepooling.

### Bedarfshaltestellen im Linienverkehr
Rufbus-Konzepte vermeiden Leerfahrten zu abgelegenen Haltestellen die nur selten frequentiert werden. Rufbushaltestellen, auch Bedarfshaltestellen genannt, werden nur noch angefahren, wenn eine Bestellung eines Fahrgastes vorliegt. Die Rufbushaltestellen des Postbusses zum Beispiel senden die Bestellung direkt an den Busfahrer. Die technische Einrichtung der Bedarfshaltestelle muss dabei die Bestellung so rechtzeitig weiterleiten, dass der Busfahrer noch genügend Zeit hat, die betreffende Haltestelle in seine aktuelle Route einzubeziehen. Dabei wird für diese Linien mit Rufbushaltestellen kein gesonderter Fahrplan erstellt. Wenn keine Bestellung vorliegt, geht die gewonnene Fahrzeit in die Fahrplanreserve ein, die dem Busfahrer zur Verfügung steht. Dieses Konzept dient daher überwiegend zum Einsparen von Kilometerleistungen der Busse und zum höheren Komfort der Fahrgäste, schont die Umwelt, reduziert Feinstaub und vermeidet Lärm in Wohngebieten. Die Steigerung des Komforts der Fahrgäste wird dadurch erreicht, dass der Bus mit gleichmäßigerer Geschwindigkeit fahren kann, da die gewonnenen Fahrplanreserven in der Regel zu einer ruhigeren Fahrt führen.

### Anruf-Sammel-Taxi
Abkürzungen: AST, ASTax (Österreich)

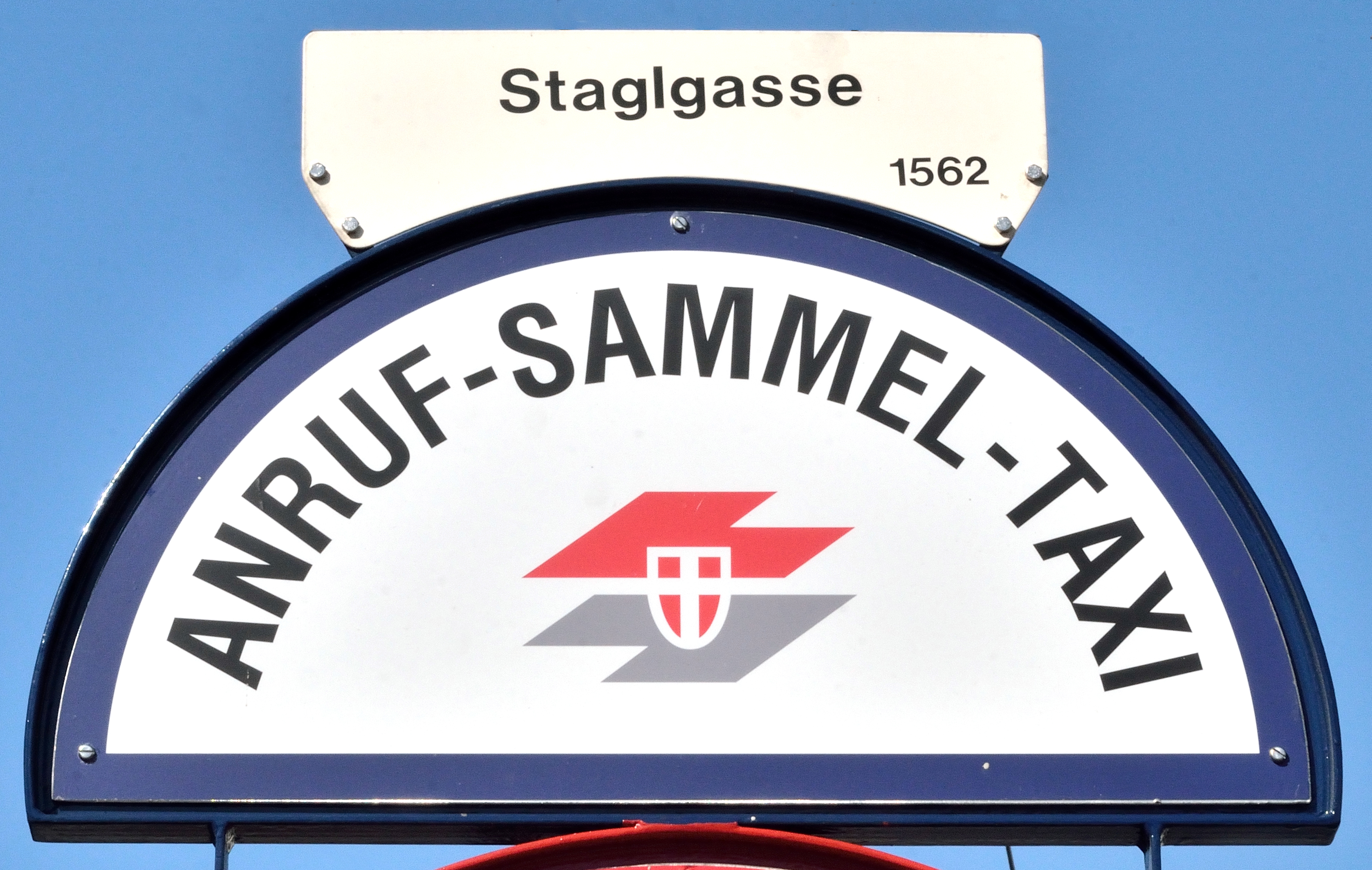
Anruf-Sammel-Taxi-Haltestelle Staglgasse in Wien Rudolfsheim-Fünfhaus

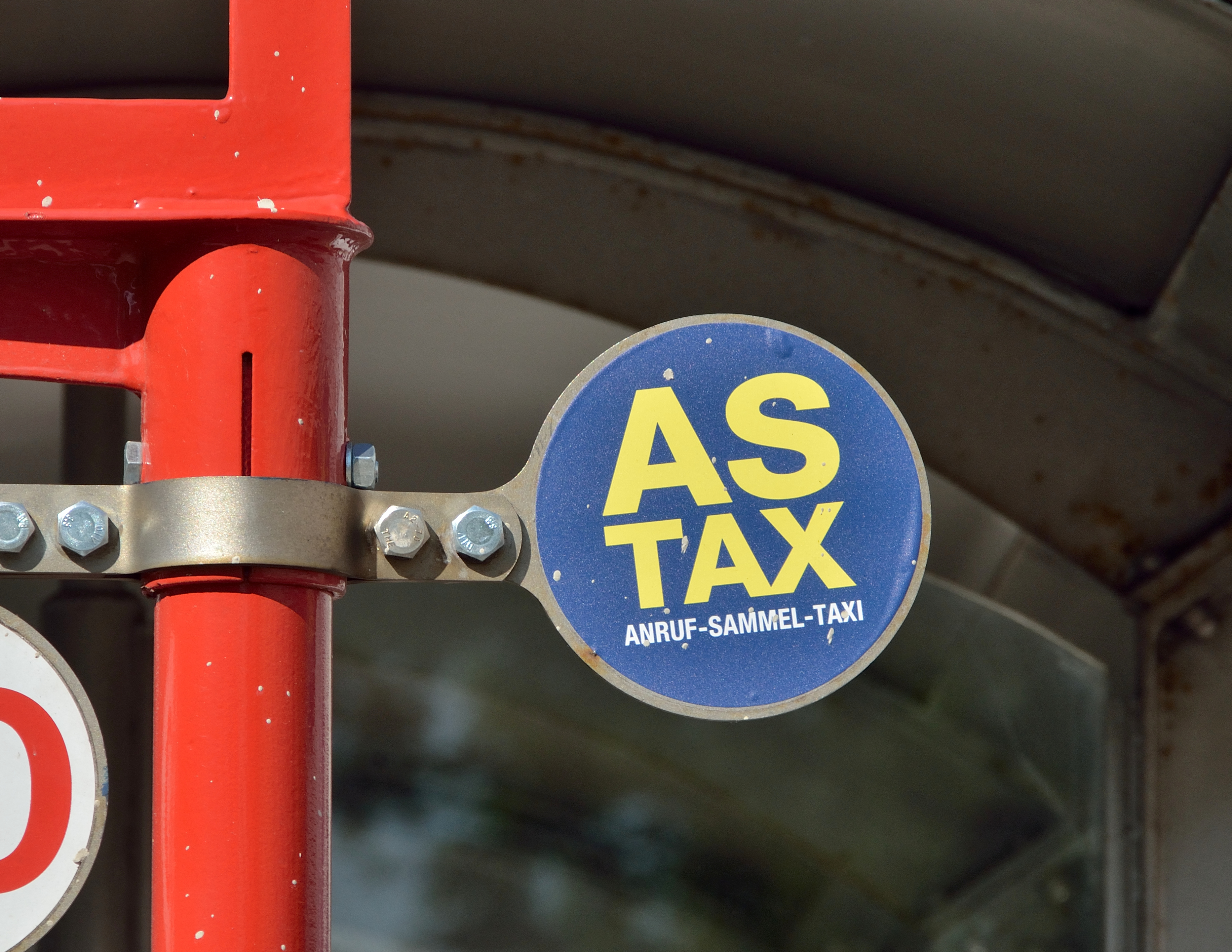
Anruf-Sammel-Taxi-Haltestelle Staglgasse

Bei diesen Systemen gibt es zwar ein festes Haltestellennetz, der Fahrtweg von Haltestelle zu Haltestelle ist jedoch beliebig und den jeweiligen Wünschen der Fahrgäste angepasst (oftmals Bedienung bis vor die Haustür). Dieses System unterscheidet sich von einem Sammeltaxi, bei dem meist Großraumtaxis oder Kleinbusse eingesetzt werden, was sich aber eher als „gemeinschaftlich bestelltes Taxi“ beschreiben lässt.
In Deutschland haben verschiedene Flächenlandkreise AST-Linien für die Bedienung des ländlichen Raumes eingeführt: Dabei geht es zunächst um die Bereitstellung eines Mindestangebotes an Werktagen auf wenig nachgefragten Verbindungen (also um Angebote vergleichbar mit Anrufbuslinien). Hinzu kommen Angebote als Ersatz oder Ergänzung zum regulären Busbetrieb im Schwachlastverkehr – am Abend bis in die Nacht, im Frühverkehr und an Wochenenden. Letztere gibt es auch innerhalb von Stadtgebieten oder in Stadtrandbereichen. Häufig erfolgt der Einsatz im Anschluss an Bahn- oder Buslinien.
Angeboten wird oft ein Netz aus mehreren Linien mit zentralem Umsteigepunkt und direkten Anschlüssen. Für die Nutzung wird entweder ein regulärer Verbundtarif, teilweise jedoch mit speziellen Komfortzuschlägen, oder ein besonderer Tarif angewendet. Liniennetze auf dem Lande werden so ausgelegt, dass auch abgelegene Orte erreicht werden können (eventuell durch Umsteigen). Die Buchung der Angebote erfolgt über eine zentrale Rufnummer, u. a., um Betrug durch die Anbieter (Taxiunternehmen) vorzubeugen. Die Taxis können in den angefahrenen Orten an jeder Bushaltestelle halten, nicht jedoch an einer Wunschadresse.
Davon abgrenzt werden muss die Vermittlung geteilter Taxifahrten: Dabei ist es etwa über Taxi-Apps möglich, eine Taxifahrt mit einem fremden Fahrgast zu teilen, der entlang der Route zusteigt und in die gleiche Richtung befördert werden möchte. Die Fahrtkosten werden dadurch für die Mitfahrer deutlich günstiger. Abhol- wie Zieladresse können individuell gewählt werden. Es handelt sich um eine normale Taxifahrt, bei der nur die Kosten geteilt werden.

### Bedarfsgesteuerter Flächenbetrieb
Im bedarfsgesteuerten Flächenbetrieb verkehren Fahrzeuge kreuz und quer von Haus zu Haus oder Haltestelle zu Haltestelle. Das Konzept folgt der Idee, Personen in Kleinbussen ohne Fahrplan- und Linienbindung (Unterschied zum Anruflinienbus und Anrufsammeltaxi), jedoch mit Fahrtenbündelung (Unterschied zum Taxi) beinahe so individuell wie mit dem eigenen Automobil zu befördern. Buchung und Abrechnung erfolgt in der Regel über Smartphone-Apps.

## Sonstige Linienverkehre

### Linientaxi
Mit dem Begriff Linientaxi (LT) ist meistens eine reguläre Linienbedienung nach einem festen, also nicht bedarfsorientierten Fahrplan mit einem Großraum-Pkw gemeint. In diesem Fall ist nur bei Gruppenfahrten wegen der begrenzten Platzzahl eine vorherige Anmeldung erforderlich. Im Unterschied zum Bürgerbus erfolgt die Bedienung mit angestelltem Personal, meist eines beauftragten Taxibetriebes. Eine Linientaxi-Bedienung kann zu bestimmten verkehrsschwachen Zeiten aber auch am Bedarf orientiert per Anruf oder als Schienenersatzverkehr erfolgen.
Linientaxis finden sich sehr häufig in Osteuropa (Russland, Ukraine, Litauen, Bulgarien) und werden dort „Marschrutnoje taksi“, kurz „Marschrutka“, in Bulgarien „Marschrutno taksi“, genannt. Sie haben zwar eine festgelegte Strecke, jedoch wird für aussteigende Fahrgäste an jedem gewünschten Punkt auf Zuruf gehalten. Einsteigende Fahrgäste werden an den Bushaltestellen, die auf der Strecke liegen, aber auch auf Zuwinken außerhalb der Haltestellen aufgenommen. Der Preis bewegt sich zwischen dem Fahrpreis für eine Busfahrt und dem Preis für ein reguläres Taxi.
In Lateinamerika nennt man sie meist Colectivo oder Público, in Israel Scherut, in der Türkei heißen sie Dolmuş, in Ostafrika Matatu, in Ghana Tro-Tro. In Indonesien fährt man mit dem Bemo, auf den Philippinen mit dem Jeepney und in Hongkong mit dem Minibus. In Teilen Afrikas ist auch der Begriff Bush Taxi oder die französische Übersetzung taxi (de) Brousse üblich.
Eine Auflistung der unterschiedlichen Namen in diversen Staaten ist in diesem Artikel verfügbar.

#### Linienbedienung mit Taxis
Wenn dabei meist wenig frequentierte Linien ganz von einem Taxi-Unternehmen übernommen werden, spricht man auch von einer Linienbedienung mit Taxis. Anstelle der regulären Linienbusse verkehren hier Kleinbusse und/oder Taxis nach festem, nicht bedarfsorientiertem Fahrplan.

### Bürgerbus
Beim Bürgerbus handelt es sich um eine Buslinie, die in der Regel nach privater Initiative (Bürgerbusverein) gegründet wurde, um Lücken im öffentlichen Personennahverkehr zu schließen. Ein Bürgerbus kann auf Bestellung fahren – aber auch im regulären (Takt-)Betrieb. Charakteristisch ist für die meisten Bürgerbusse, dass sie mit Kleinbussen durch ehrenamtliche Fahrer verkehren. Häufig werden hier die Busse mit Unterstützung der Gemeinde/Kommune angeschafft und eine Versicherung für die Lenker abgeschlossen. Bürgerbusse kommen häufig dann zum Einsatz, wenn weder Busbetreiber noch Taxiunternehmer das Transportbedürfnis der Bürger wirtschaftlich sinnvoll erfüllen können. Dann bringt „der Bürger“ mit einem Fahrzeug, das die Gemeinschaft bereitstellt, die Kinder in die Schule, die Kranken zu den Ärzten usw.
In Rhede im Westmünsterland wurde das örtliche Bürgerbus-Angebot auf einen telefonisch anzufordernden Betrieb umgestellt.

### Trampbus
Bei einem Trampbus ist auf Anforderung ein Ausstieg (eventuell auch ein Einstieg) zwischen den Haltestellen oder gar abseits des Linienweges möglich. Solche Angebote eignen sich besonders im ländlichen, dünnbesiedelten Raum, sie werden aber auch in Großstädten für den Spät- und Nachtverkehr eingesetzt.

### Personal Rapid Transit (PRT)
PRT ist ein Konzept eines führerlosen, spurgeführten Personentransportsystems, das mit seinen fahrplangetakteten oder im Bedarfsverkehr geführten Fahrzeugen kleine unabhängige Kabinen verwendet, mit denen Fahrgäste individuell auf Bestellung ohne Zwischenhalt auf den ausgebauten Linien meist mit eigener Fahrspur vollautomatisch an ihr Ziel gelangen.

## Fahrgastinformation
Anruflinienbusse stellen gegenüber dem regulären Taktfahrplan eine erhebliche Angebotsveränderung dar. Durch die notwendige Voranmeldung – auch für die Rückfahrt (im Allgemeinen mindestens 30 bis 60 Minuten vorher, minutengenau; manchmal auch bereits am Vorabend) – sind spontane oder zeitlich nicht exakt planbare Fahrten kaum möglich. Auch die genauen Abfahrts- und Fahrtzeiten sind für die Fahrgäste nicht vorhersehbar. Die Angebote sind daher für bestimmte Fahrgastgruppen nicht nutzbar. Aus diesem Grunde ist eine deutliche Kennzeichnung in Fahrplänen und örtlichen Aushängen notwendig. Ein einfaches Zeichen, das mit der Kennzeichnung von Linienwegen oder Verkehrseinschränkungen (z. B. Ferienverkehr) verwechselt werden kann, wird dem nicht gerecht.
Anders ist die Situation, wenn die (Anschluss-)Bestellung unter Verkürzung der Voranmeldezeit auf 10 bis 20 Minuten bei einem Stadtbahn-, Straßenbahn- oder Busfahrer erfolgen kann. Solche Angebote können dann auch spontan genutzt werden. Es gibt außerdem die Möglichkeit, an einem zentralen Umsteigepunkt (Bahnhof oder ZOB in Innenstädten) eine Angebotsnutzung ohne Voranmeldung zu gestatten – dadurch entfällt für einen Großteil der Fahrgäste die Anmeldung in einer Fahrtrichtung. Es können auch mehrere Haltestellen von der Voranmeldung ausgenommen werden, dann entsteht eine Kombination aus regulärem Takt- und Anrufbetrieb. Hierbei bestehen allerdings hohe Anforderungen an Informationssysteme, um einfach und nachvollziehbar zu informieren. Wenn der Grund für die Einstufung von einzelnen Haltestellen als Anrufhaltestellen nicht klar erkennbar ist, werden die Fahrgäste überfordert.
Wie beim regulären Linienbus gehören zur Fahrgastinformation am Fahrzeug Linienbezeichnung und Fahrtziel/Fahrweg. Weitere Punkte sind Anschluss-, Netz- und Tarifinformationen und eine örtlich identifizierbare Telefonnummer (Ortsvorwahl). Sondernummern sind nur aus dem Festnetz zum Ortstarif erreichbar (0180er-Nummern), von Mobiltelefonen (Handy) sind höhere Tarife zu zahlen. Da die meisten Fahrgäste im ländlichen Raum Schüler sind und außerdem auch die Rückfahrt angemeldet werden muss, erfolgen sehr viele Anrufe von Mobiltelefonen.

## Rundfunkberichte
- Sauber unterwegs – Die Zukunft der Elektromobilität im öffentlichen Personennahverkehr, Deutschlandfunk – „Wissenschaft im Brennpunkt“ vom 1. Juli 2018